# Celatoblatta
Celatoblatta es un género de cucarachas de la familia Blattidae.

## Especies
- Celatoblatta anisoptera Johns, 1966
- Celatoblatta fuscipes Johns, 1966
- Celatoblatta hesperia Johns, 1966
- Celatoblatta immunda (Shelford, 1911)
- Celatoblatta laevispinata Johns, 1966
- Celatoblatta montana Johns, 1966
- Celatoblatta nigrifrons (Chopard, 1924)
- Celatoblatta notialis Johns, 1966
- Celatoblatta pallidicauda Johns, 1966
- Celatoblatta papuae (Shaw, 1925)
- Celatoblatta peninsularis Johns, 1966
- Celatoblatta perpolita (Mackerras, 1968)
- Celatoblatta punctipennis (Chopard, 1924)
- Celatoblatta quinquemaculata Johns, 1966
- Celatoblatta sedilloti (Bolívar, 1883)
- Celatoblatta shawi (Princis, 1966)
- Celatoblatta subcorticaria Johns, 1966
- Celatoblatta tryoni (Shaw, 1925)
- Celatoblatta undulivitta (Walker, 1868)
- Celatoblatta vulgaris Johns, 1966
- Celatoblatta zonata (Princis, 1954)